# (1262) Sniadeckia
(1262) Sniadeckia es un asteroide que forma parte del cinturón de asteroides y fue descubierto el 23 de marzo de 1933 por Sylvain Julien Victor Arend desde el Real Observatorio de Bélgica, Uccle.

## Designación y nombre
Sniadeckia se designó al principio como 1933 FE.
Más adelante fue nombrado en honor del astrónomo y matemático polaco Jan Śniadecki (1756-1830).

## Características orbitales
Sniadeckia orbita a una distancia media de 3,001 ua del Sol, pudiendo alejarse hasta 3,024 ua. Su excentricidad es 0,007622 y la inclinación orbital 13,15°. Emplea en completar una órbita alrededor del Sol 1899 días.